# Піта чорночерева
Піта чорночерева (Hydrornis gurneyi) — вид горобцеподібних птахів родини пітових (Pittidae).

## Назва
Вид названо на честь англійського орнітолога Джона Генрі Герні (1819—1890).

## Поширення
Вид поширений на півдні М'янми (провінція Танінтаї) і Таїланду (провінція Крабі). Мешкає у первинниму та вторинному тропічному лісі на низьких висотах (до 160 м над р. м.) з густим підліском, в якому він знаходить їжу та притулок.

## Опис
Дрібний птах, завдовжки до 20 см, включаючи хвіст. Це масивний, пухкий птах з короткими крилами та хвостом, подовженими головою та дзьобом.
Самець має на голові синьо-блакитну шапинку і потилицю, біле горло і лоб, і чорні щоки, навколоочну і вушну ділянку. Нижня частина грудей, живіт і підхвістя чорного кольору, тоді як верхня частина грудей жовта, а боки тіла жовті з чорними вертикальними прожилками. Хвіст синьо-блакитний. Крила і спина коричневого кольору.
Самиця має жовто-помаранчеву верхівку голови (замість синьої у самця), а груди білі і жовте черево з чорними смужками (у самців вони суцільно чорні). Також чорна лицьова смуга менш обширна, ніж у самців. В обох статей дзьоб чорнуватий, очі карі, а ноги тілесного кольору.

## Спосіб життя
Трапляється поодинці. Активний вдень. Птах проводить більшу частину дня, рухаючись у гущі підліску в пошуках поживи. Живиться дощовими хробаками та равликами, рідше комахами та іншими дрібними безхребетними. Розмноження цих птахів досі не описано в природі, але вважається, що воно суттєво не відрізняється від того, що дотримуються інші види піт.